# 阿格德
阿格德（法語：Agde，法語發音：[agd]，当地发音：[agdə]），法国南部城市，奧克西塔尼大區埃罗省的一个市镇，隶属于贝济耶区，其市镇面积为50.9平方公里，2022年1月1日时人口数量为29,612人，在法国城市中排名第291位。
阿格德位于埃罗省南部，地中海畔，埃羅河在此注入大西洋，是一个区域性的中心城市，也是法国南部重要的旅游城市，因其境内的海滨浴场而闻名，被称为“地中海黑珍珠”（la perle noire de la Méditerranée）。

## 地名来源
“阿格德”一名来源于古希腊语“[Αγαθή Τύχη] 错误：{{Lang}}：無法辨識代碼 gre（帮助）”（Agathí Túkhē），意为“好运气”；或来源于“[Αγαθή πόλις] 错误：{{Lang}}：無法辨識代碼 gre（帮助）”（Agathí pólis），意为“美丽的村落”，而后者在斯特拉波的手记中有所记载。

## 历史

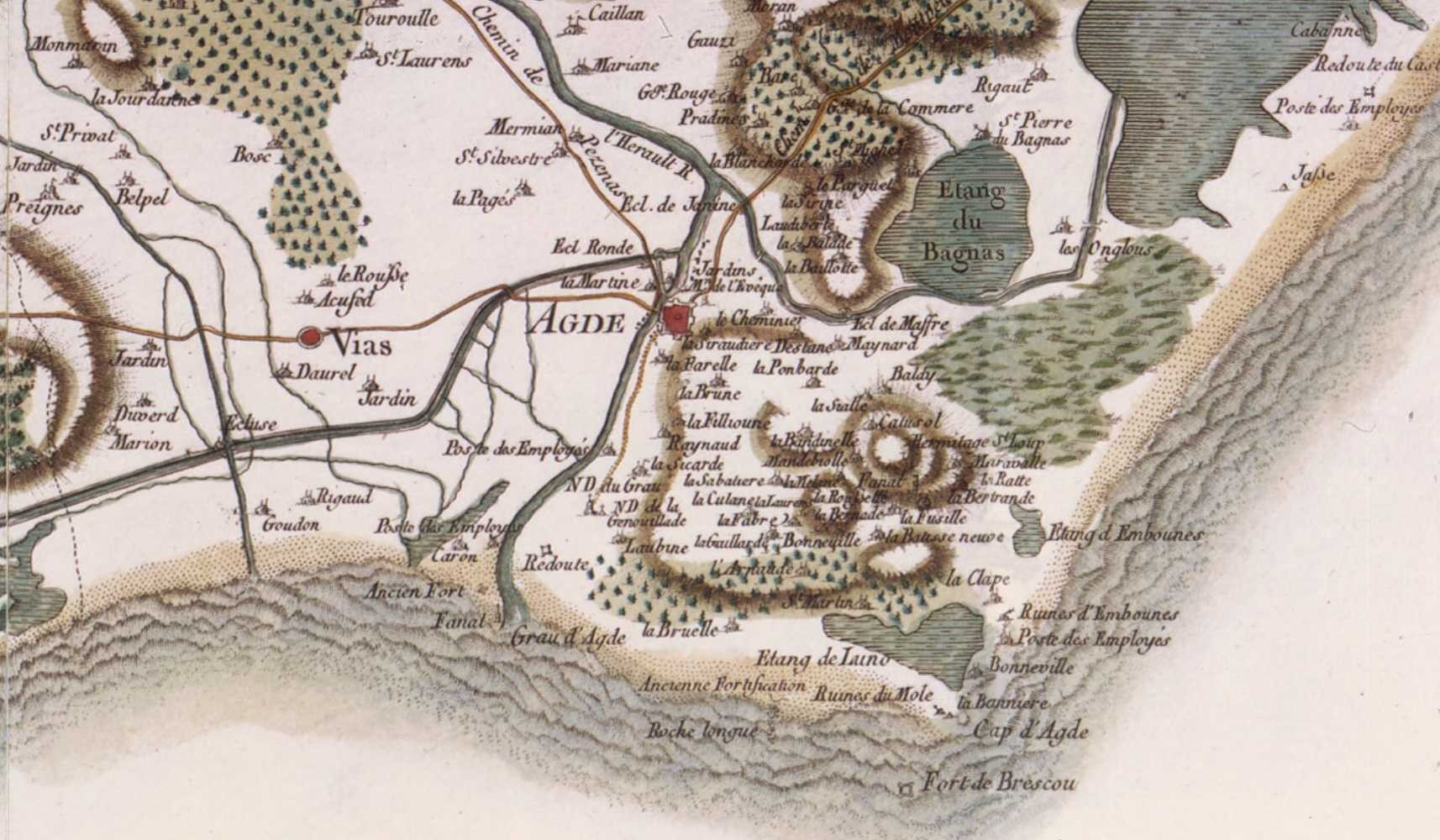
卡西尼地图上标注的阿格德

阿格德附近区域在公元前五世纪就已出现人类活动。公元408年，韦尼斯特（Vénuste）成为当地首任主教。中世纪初期，阿格德长期为朗格多克的一处领地，当地领主获得了伯爵爵位，后于1229年根据《巴黎条约》被转让给了路易九世。中世纪末期，阿格德附近多处发生黑死病疫情，对当地经济造成严重影响。1629年，黎塞留在此主持修建了海防设施，而连接大西洋和地中海的米迪运河也于17世纪末建成。法国大革命后，阿格德成为埃罗省的一个市镇，工业革命期间，沿地中海修建的铁路线由此通过，当地出现了大规模的葡萄酒种植园，但19世纪末因遭遇根瘤蚜疫情而损失惨重。1963年，法国经济部和文化部颁布《朗格多克-鲁西永滨海旅游综合开发计划》，而阿格德被列为该项目的重点。自20世纪70年代起，阿格德的人口数量快速增加，并成为朗格多克的代表性海滨旅游区。

## 地理

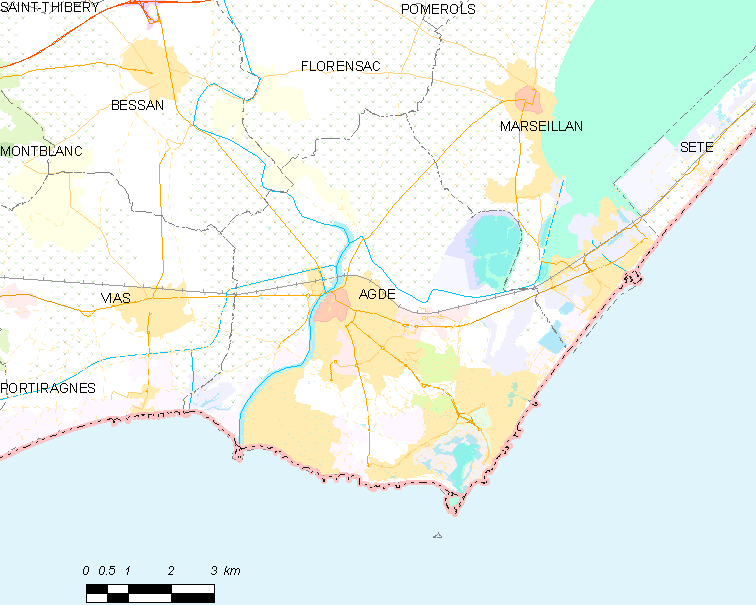
阿格德市镇范围地图

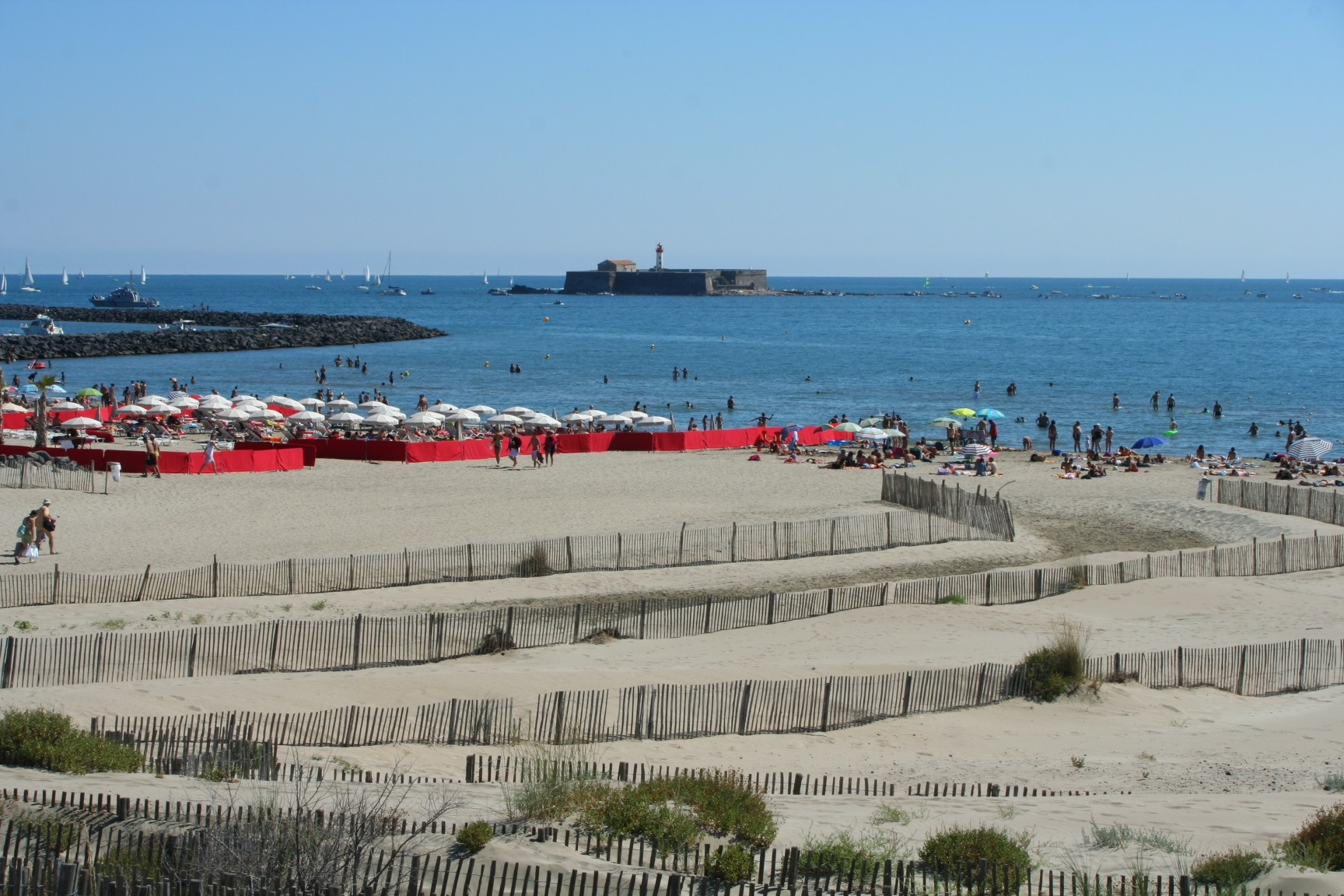
阿格德角海滩

阿格德位于法国南部，奥克西塔尼大区东部和埃罗省南部，距离省会蒙彼利埃大约58公里。与阿格德接壤的市镇包括：贝桑、弗洛朗萨克、马尔塞扬、维亚斯。

### 地形
阿格德位于地中海沿岸，地质上属于法国中央高原的南部延伸地带，境内沿海地区以平原为主，北部则有少量起伏为主，市镇中心地势较为平坦，全境海拔在0到110米之间。

### 水文
埃罗河自北向南流经境内并在此注入地中海，米迪运河横穿阿格德市区北部。此外市区东北部有巴尼亚斯湖。

### 植被
阿格德属于亚热带常绿硬叶林区，市镇范围内有多处林地等，市区东北部建有巴尼亚斯国家自然保护区。
在鲜花城市的评比中，阿格德被评为1星级鲜花城市。

### 气候
阿格德在柯本气候分类法中属于地中海气候，秋季受塞文气象影响，常出现短时强降水。
距离阿格德最近的气象站位于维亚斯境内的贝济耶机场，以下为该气象站的数据（其中日照数据取自蒙彼利埃）：
| 阿格德1981年－2019年 | 阿格德1981年－2019年 | 阿格德1981年－2019年 | 阿格德1981年－2019年 | 阿格德1981年－2019年 | 阿格德1981年－2019年 | 阿格德1981年－2019年 | 阿格德1981年－2019年 | 阿格德1981年－2019年 | 阿格德1981年－2019年 | 阿格德1981年－2019年 | 阿格德1981年－2019年 | 阿格德1981年－2019年 | 阿格德1981年－2019年 |
| 月份                 | 1月                  | 2月                  | 3月                  | 4月                  | 5月                  | 6月                  | 7月                  | 8月                  | 9月                  | 10月                 | 11月                 | 12月                 | 全年                 |
| -------------------- | -------------------- | -------------------- | -------------------- | -------------------- | -------------------- | -------------------- | -------------------- | -------------------- | -------------------- | -------------------- | -------------------- | -------------------- | -------------------- |
| 历史最高温 °C（°F）  | 21.1 (70.0)          | 23.7 (74.7)          | 28.1 (82.6)          | 32.5 (90.5)          | 33.6 (92.5)          | 39.7 (103.5)         | 38.5 (101.3)         | 39.1 (102.4)         | 34.8 (94.6)          | 33.1 (91.6)          | 24.9 (76.8)          | 19.8 (67.6)          | 39.7 (103.5)         |
| 平均高温 °C（°F）    | 11.9 (53.4)          | 13 (55)              | 16.2 (61.2)          | 18.4 (65.1)          | 22.1 (71.8)          | 26.8 (80.2)          | 29.5 (85.1)          | 29.1 (84.4)          | 24.8 (76.6)          | 20.7 (69.3)          | 15.5 (59.9)          | 12.1 (53.8)          | 20 (68)              |
| 日均气温 °C（°F）    | 7.7 (45.9)           | 8.2 (46.8)           | 11 (52)              | 13.4 (56.1)          | 17.2 (63.0)          | 21.3 (70.3)          | 23.8 (74.8)          | 23.5 (74.3)          | 19.5 (67.1)          | 16.3 (61.3)          | 11.1 (52.0)          | 7.8 (46.0)           | 15.1 (59.2)          |
| 平均低温 °C（°F）    | 3.4 (38.1)           | 3.5 (38.3)           | 5.8 (42.4)           | 8.4 (47.1)           | 12.2 (54.0)          | 15.7 (60.3)          | 18.1 (64.6)          | 17.9 (64.2)          | 14.2 (57.6)          | 11.9 (53.4)          | 6.7 (44.1)           | 3.6 (38.5)           | 10.1 (50.2)          |
| 历史最低温 °C（°F）  | −9.6 (14.7)          | −7.6 (18.3)          | −8.7 (16.3)          | −1.6 (29.1)          | 3.4 (38.1)           | 7.4 (45.3)           | 9.8 (49.6)           | 10.1 (50.2)          | 6.3 (43.3)           | −0.8 (30.6)          | −7.4 (18.7)          | −8.1 (17.4)          | −9.6 (14.7)          |
| 平均降水量 mm（）    | 56.5 (2.22)          | 57.8 (2.28)          | 28.6 (1.13)          | 49 (1.9)             | 50.8 (2.00)          | 27.1 (1.07)          | 10.9 (0.43)          | 26.8 (1.06)          | 70 (2.8)             | 79.1 (3.11)          | 67 (2.6)             | 54.9 (2.16)          | 578.5 (22.78)        |
| 月均日照時數         | 142.9                | 168.1                | 220.9                | 227                  | 263.9                | 312.4                | 339.7                | 298                  | 241.5                | 168.6                | 148.8                | 136.5                | 2,668.3              |
| 来源：infoclimat.fr  |                      |                      |                      |                      |                      |                      |                      |                      |                      |                      |                      |                      |                      |

## 行政区划
阿格德是法国奥克西塔尼大区埃罗省的一个市镇，编号为34003。阿格德隶属于贝济耶区和埃罗省第七选区，管理阿格德县，同时也是埃罗地中海城市圈公共社区的组成部分。
阿格德市镇被划为七个街区，并实行街区自治制度。
法国国家统计与经济研究所（简称）在进行数据统计时，将阿格德单独设为阿格德城市核心区以及阿格德城市区。自2020年起，阿格德城市区被包含6个市镇的阿格德城市辐射区代替。此外，还将阿格德市镇分为了10个“块区”（IRIS），以便于统计人口分布情况。

## 交通

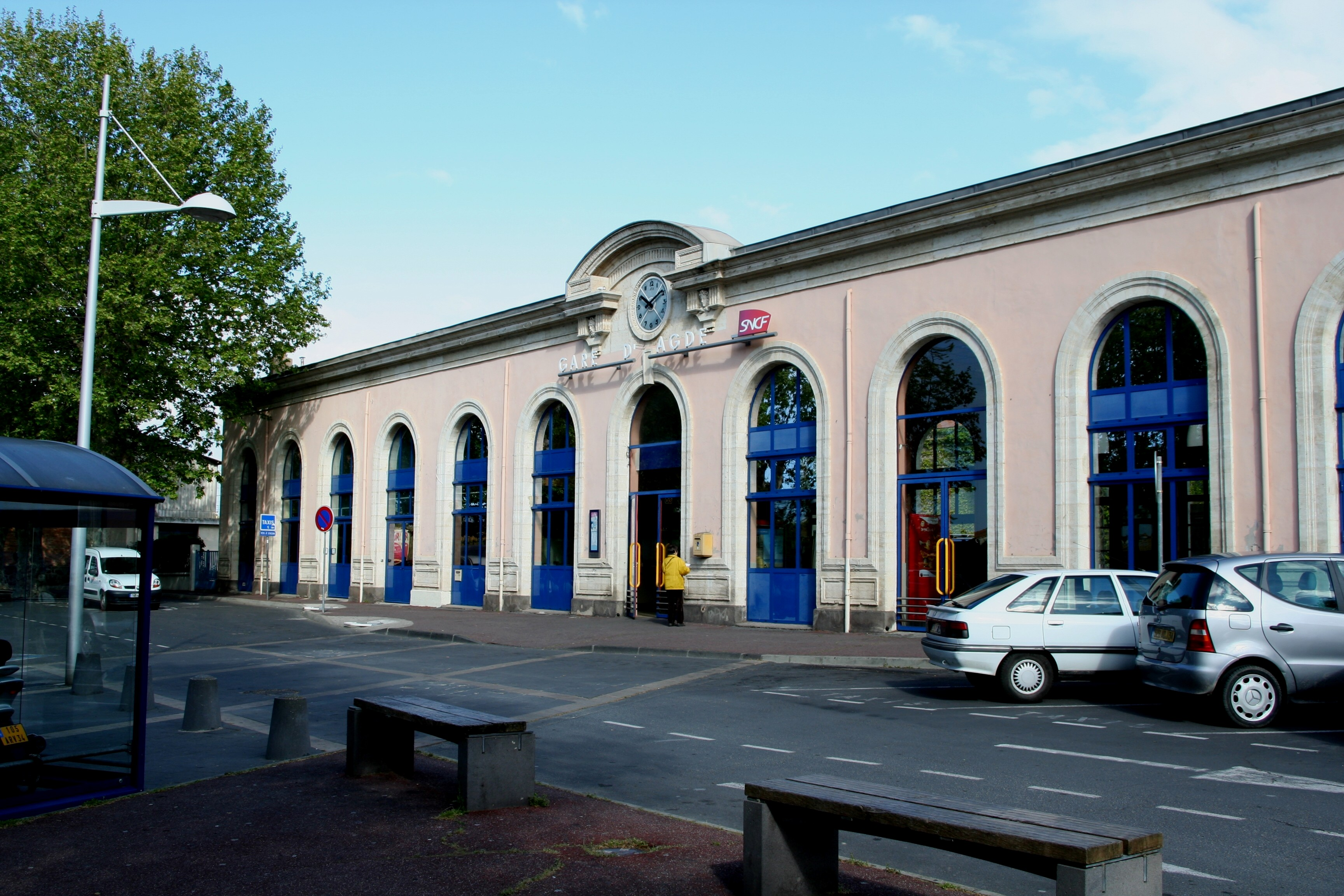
阿格德火车站

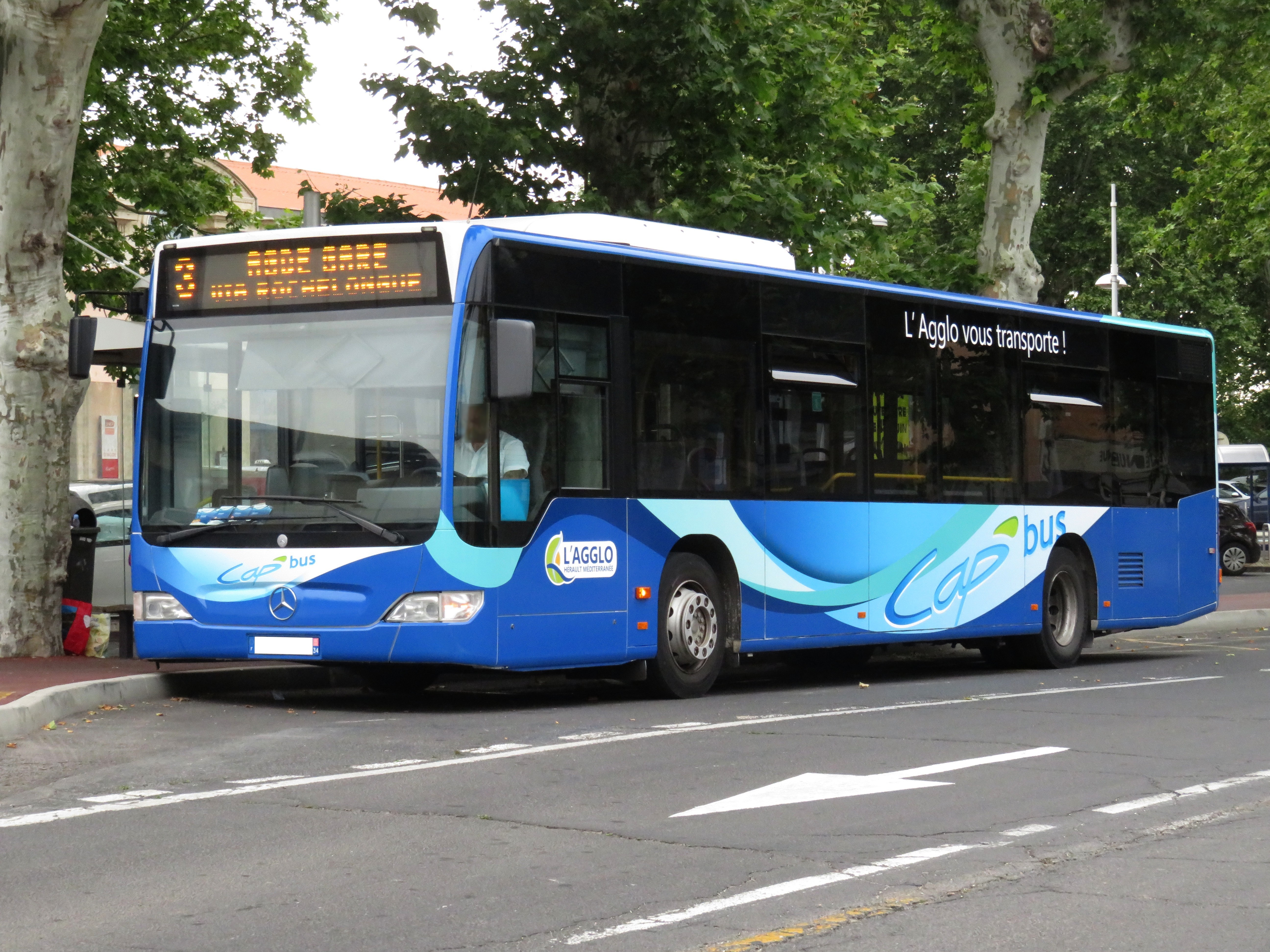
阿格德公交

### 公路
多条埃罗省省道在阿格德境内交汇，奥克西塔尼大区下属的埃罗城际客运提供巴士线路，可前往贝济耶、马尔塞扬等地。
2017年，24.8%的阿格德家庭拥有至少一辆私人汽车。2019年，阿格德境内共发生各类交通事故21起，造成3人遇难，22人受伤。

### 铁路
阿格德位于波尔多－塞特铁路上。阿格德站位于市区中部，老城区以北，停靠少量前往巴黎的高速列车，同时停靠多趟往返于阿维尼翁和佩皮尼昂一线的区域列车，亦有车次前往图卢兹方向。

### 航空
距离阿格德最近的民用航空站为贝济耶-阿格德角机场，距离阿格德市中心的公路里程约12公里。

### 城市公共交通
阿格德城市公共交通（商业名称为）是当地的城市公共交通系统。截至2021年5月，该系统共包括5条常规公交线路、2条定制公交线路和3条夏季旅游专线，路网覆盖了阿格德市区内的主要街道和居民区。

## 政治

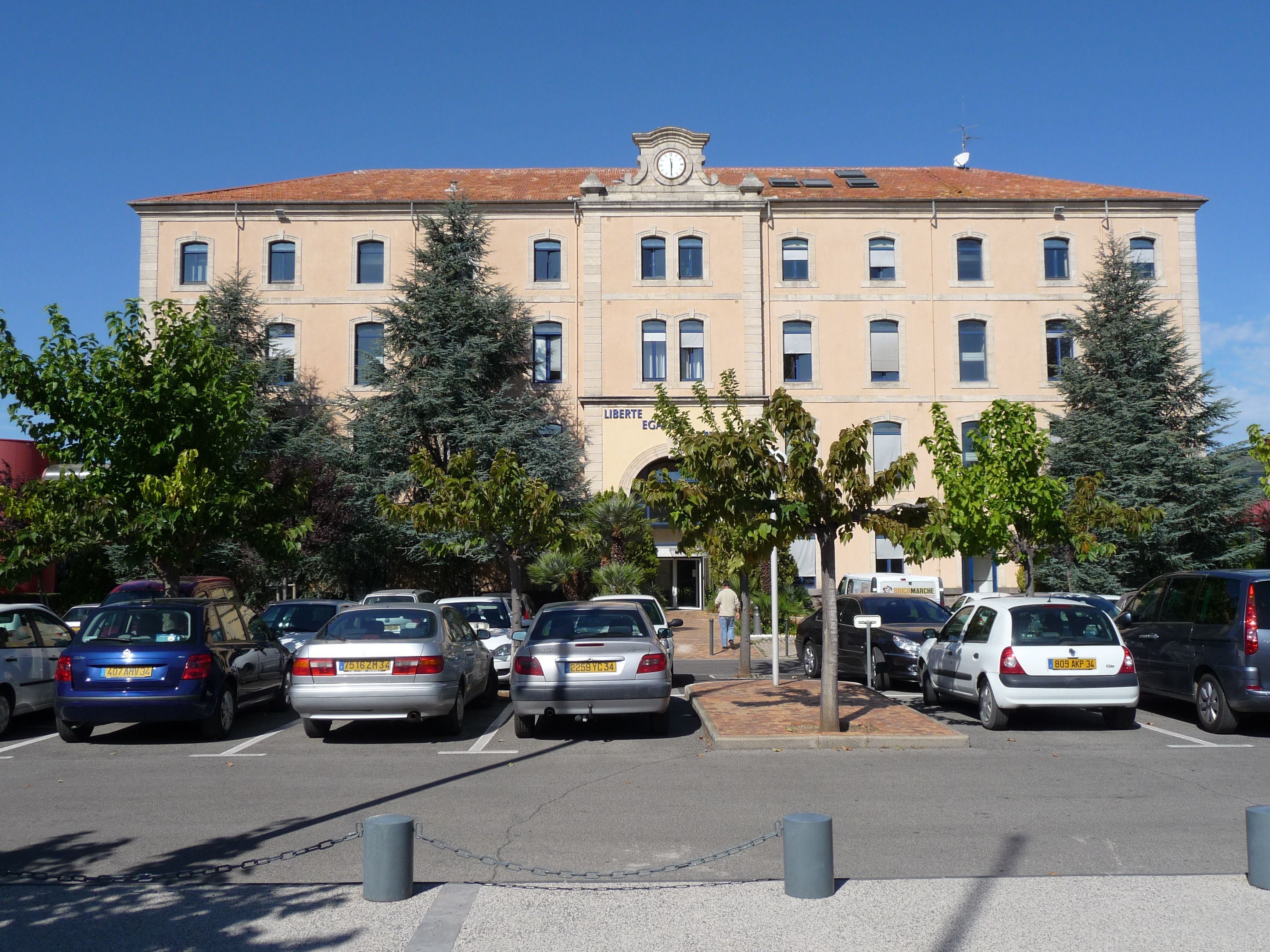
阿格德市政厅

阿格德的现任市长为吉勒·代托尔先生，他是共和党的一名成员，在2020年的市政选举中获得了55.09%的支持率。
在2017年的法国总统大选中，法国民族阵线主席玛丽娜·勒庞在阿格德获得了54.37%的支持率。
| 阿格德历届市长 |                                          |                  |
| 任期           | 市长                                     | 党派             |
| 1944年－1945年 | Lucien Petit 吕西安·珀蒂                 | 不详             |
| 1945年－1953年 | Louis Reboul 路易·勒布尔                 | 不详             |
| 1953年－1965年 | Louis Vallière 路易·瓦利耶尔             | 不详             |
| 1965年－1971年 | Pierrick Lapeyre 皮耶里克·拉佩尔         | 不详             |
| 1971年－1989年 | Pierre Leroy-Beaulieu 皮埃尔·勒鲁瓦-博略 | RPR保衛共和聯盟  |
| 1989年－2001年 | Régis Passerieux 雷吉·帕塞里约           | PS社会党         |
| 2001年－       | Gilles d'Ettore 吉勒·代托尔              | 無黨籍 →LR共和黨 |

## 人口
2018年，阿格德市镇人口数量为29,090，在法国排名第291位。其中男性13,455人，女性15,154人，75岁及以上人口占11.8%，外籍人口数量为5,860人，人口密度为573人/平方公里，当地居民被称为（男性）或（女性）。2019年，阿格德境内出生251人，死亡人口395人。
| 年份   | 1936  | 1946  | 1954  | 1962  | 1968   | 1975   | 1982   | 1990   | 1999   | 2006   | 2011   | 2016   | 2018   |
| ------ | ----- | ----- | ----- | ----- | ------ | ------ | ------ | ------ | ------ | ------ | ------ | ------ | ------ |
| 人口數 | 9,242 | 7,592 | 7,897 | 8,751 | 10,184 | 11,605 | 13,107 | 17,583 | 19,988 | 21,293 | 23,999 | 27,681 | 29,090 |

## 经济

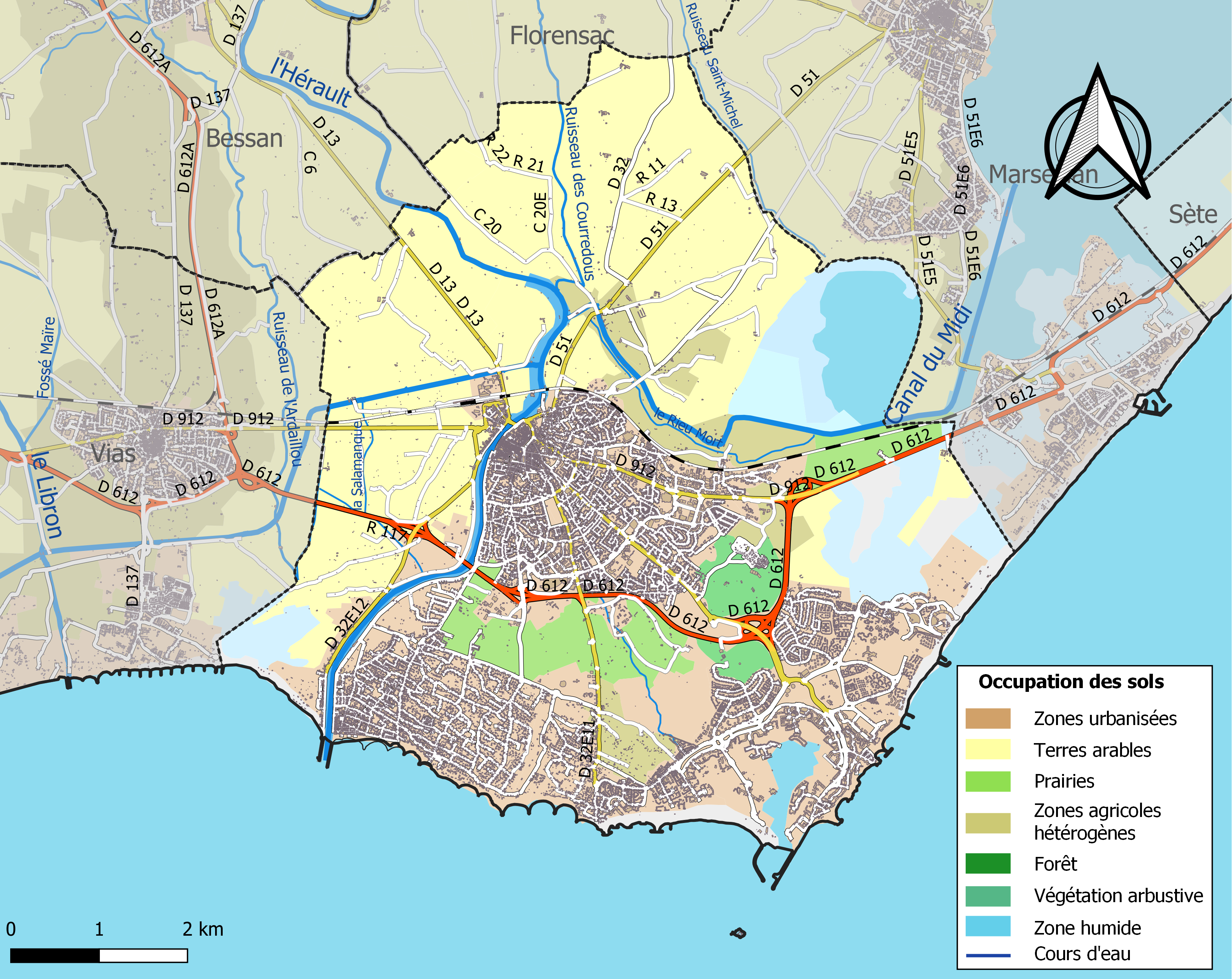
阿格德土地利用地图

阿格德是一个区域性的中心城市，旅游业及相关产业是当地主要的经济支柱。截至2021年5月，阿格德共有各类用人单位8,586家，平均历史为16年，其中99.69%为中小型企业（PME）。（大型零售）、（大型零售）及（建筑工程）是当地2019年营业额最高的三个企业，分别为104,378,404欧元、42,378,901欧元和18,729,455欧元。

## 财政收入
2019年，阿格德的财政收入总额为76,809,300欧元，财政支出总额为67,669,900欧元，当年的债务总额为88,387,000欧元。2020年，阿格德共获得9,859,962欧元的国家财政补助，比上一年增加了0.02%。
2017年，阿格德的人均月收入总额为1,906欧元，其中高级职员为3,520欧元，低于法国平均水平（4,214欧元）；中级职员为2,188欧元，低于法国平均水平（2,353欧元）；普通职员为1,549欧元，亦低于法国平均水平（1,690欧元）。
2017年，阿格德境内的青壮年（15至64岁）失业率为27.8%，当地43.7%的家庭拥有纳税资格，平均纳税3,046欧元，低于法国平均水平（3,888欧元）。

## 社会事务

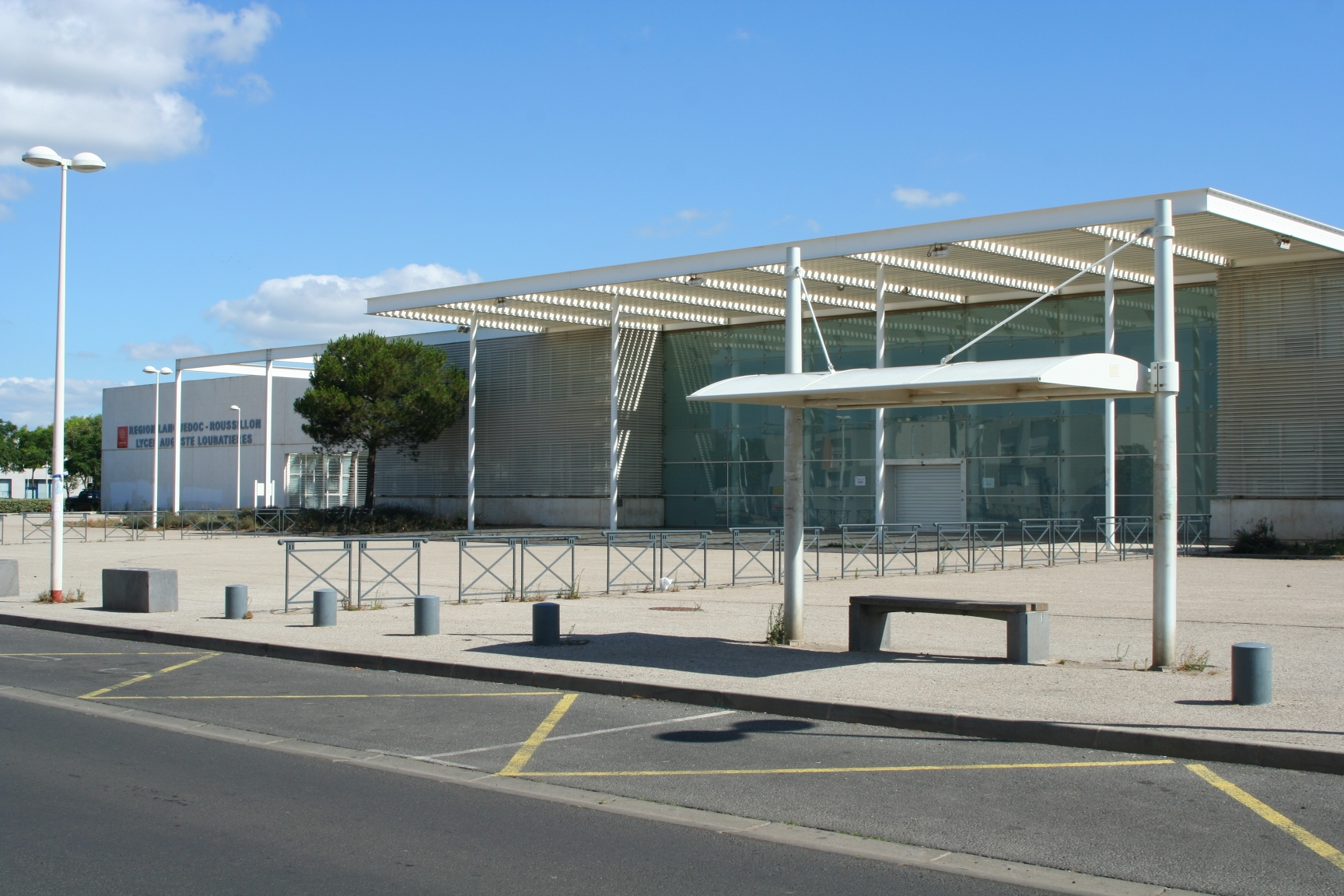
阿格德境内的一所高级中学

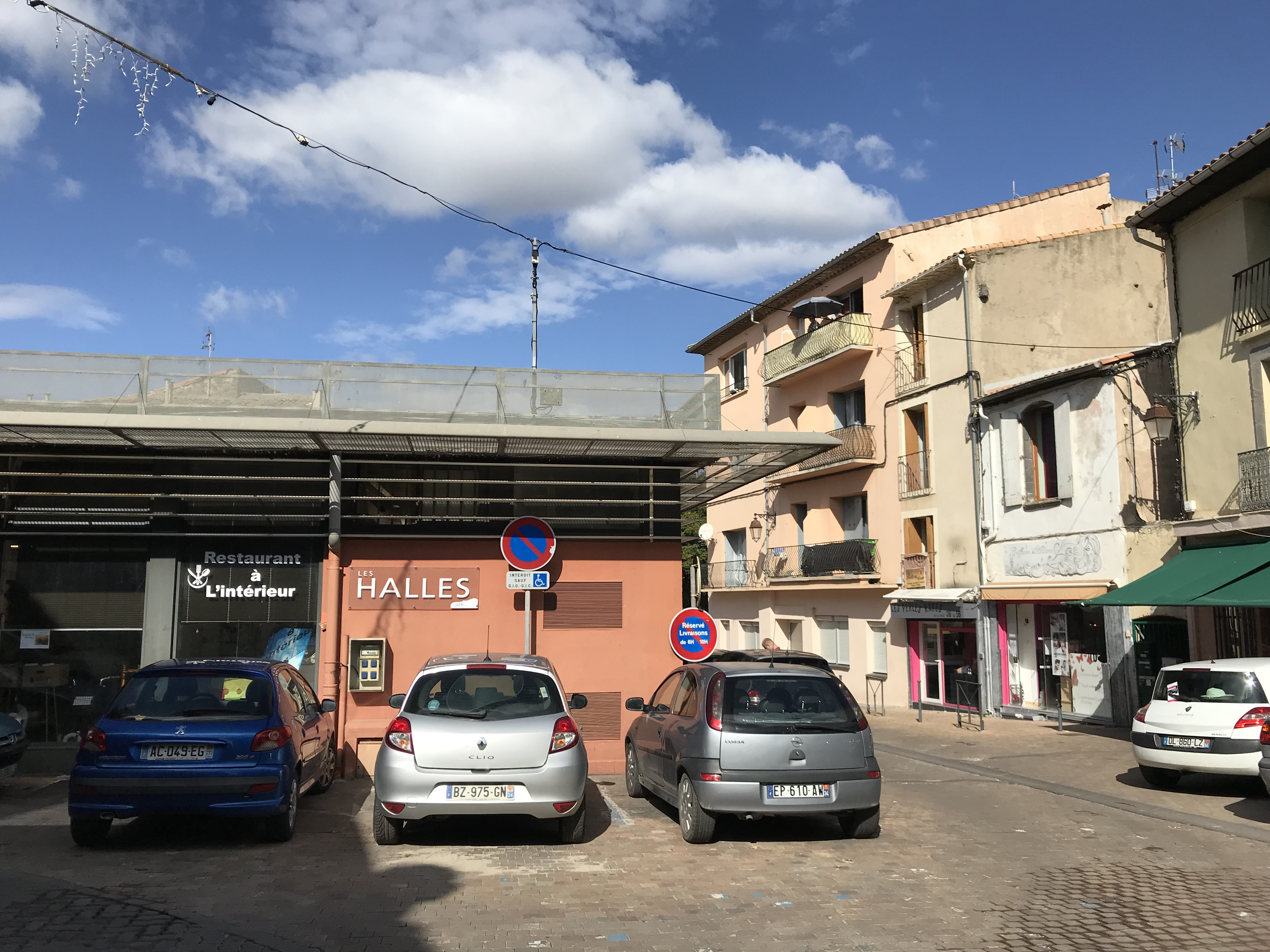
阿格德老城

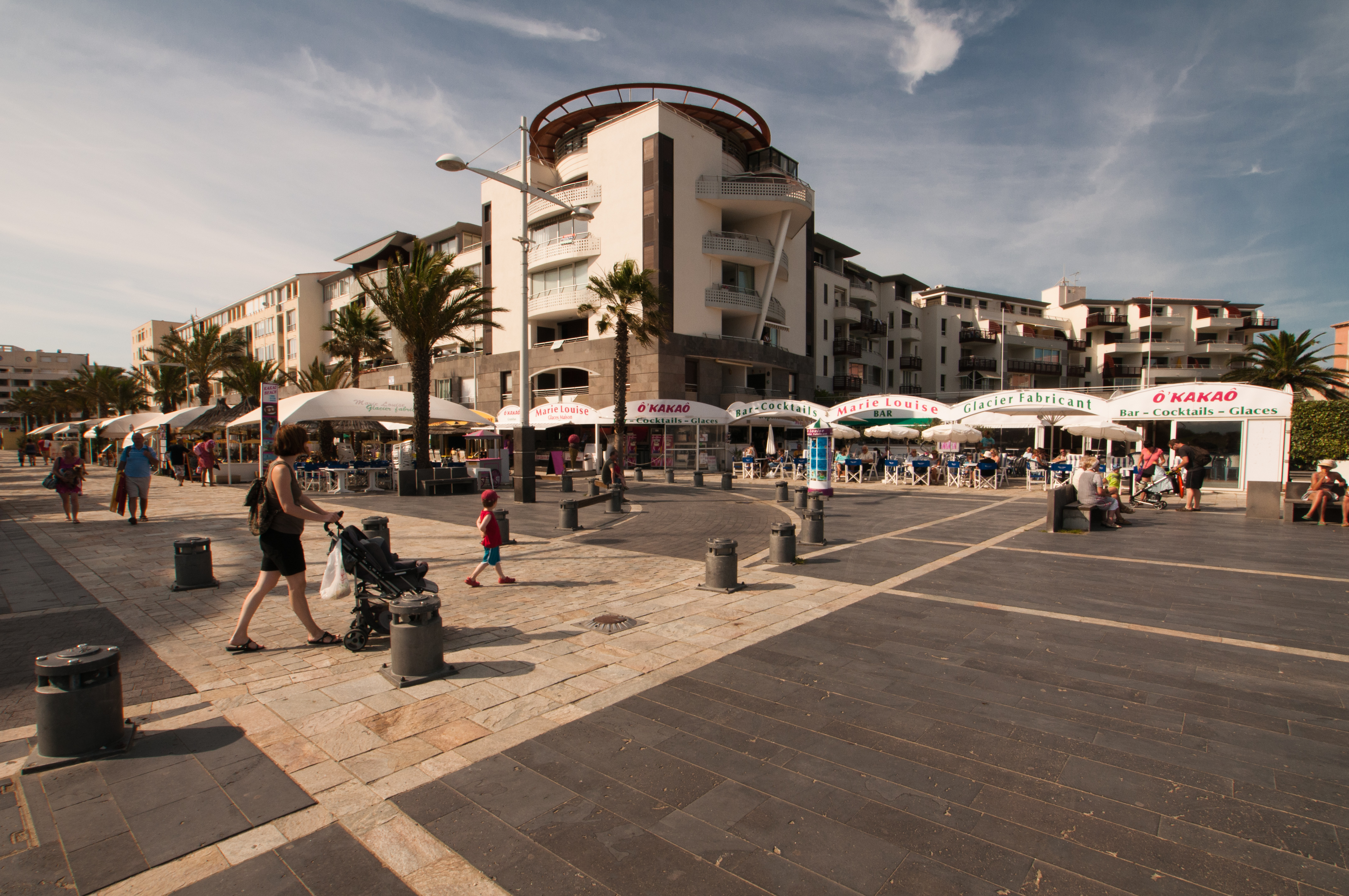
阿格德角的滨海公寓楼

### 教育
阿格德属于蒙彼利埃学区。截止2019年1月1日，阿格德境内共有6所幼儿园、9所小学、3所初级中学和1所普通高中。2018至2019学年度，阿格德境内共有在校中等教育阶段学生2,357名。

### 医疗
截止2019年1月1日，阿格德境内共有全科医生30名、保健师30名、牙医21名、护士79名、耳科医生1名、眼科医生3名、皮肤科医生3名、助产士6名和妇科医生2名。境内共有药房15家、养老院3家、残疾人帮扶中心1家。
阿格德是“塞特中心医院”（Centre Hospitalier de Sète）的服务范围，后者是法国的一个区域性医疗机构，其主病区位于塞特，在阿格德市区设有“圣卢医院”（Hôpital Saint-Loup），共有床位97个。

### 住房
2017年，阿格德境内共有各类住房49,105套，其中29.4%为独立式居民区，70.2%为集中式居民区。常住房屋占阿格德市镇范围内居民建筑总量的29.2%。
在住房保障政策方面，2017年，阿格德境内共有3,996户家庭获得了住房经济补助，受益人数占总人口数量的14%，其中3,807份为房租补助。

### 商业
2019年，阿格德境内共有各类实体商铺1,824家，其中餐厅524家、大型超市10家、杂货店38家、面包房55家、肉铺27家、书店17家、装饰品店5家、银行门店15家、美容美发店68家、汽车维修店50家。老城区东部和南部各建有一处大型开放式商业街区，分别建有Intermarché和Hyper U超市。

### 体育
2019年，阿格德境内共有2家游泳池、2间体育馆、2座综合体育场、45处网球场、1处马术场、7处足球或橄榄球场、2处篮球或排球场以及1处高尔夫球场。
阿格德竞技俱乐部是当地的一支足球队，2021至2022赛季参加埃罗省足球联赛。阿格德奥林匹克橄榄球俱乐部成立于1969年，2021至2022赛季参加奥克西塔尼大区橄榄球联赛。

### 环境
阿格德的环境事务由其所属的公共社区负责。2019年，阿格德境内共有1家污染企业。

### 治安
2019年，阿格德市镇范围内有1处派出所。
2014年，阿格德及附近地区共发生各类案件3,648起，其中盗窃类案件2,355起，经济类案件238起，毒品交易类案件322起。

## 文化
2019年，阿格德境内共有1家电影院和2家博物馆。阿格德市政府提供多媒体中心，向公众全年开放。

### 建筑
阿格德境内有多处历史建筑，其中阿格德圣艾蒂安大教堂是法国首批国家文物保护单位，此外当地的主要居民建筑建于20世纪60年代以后。

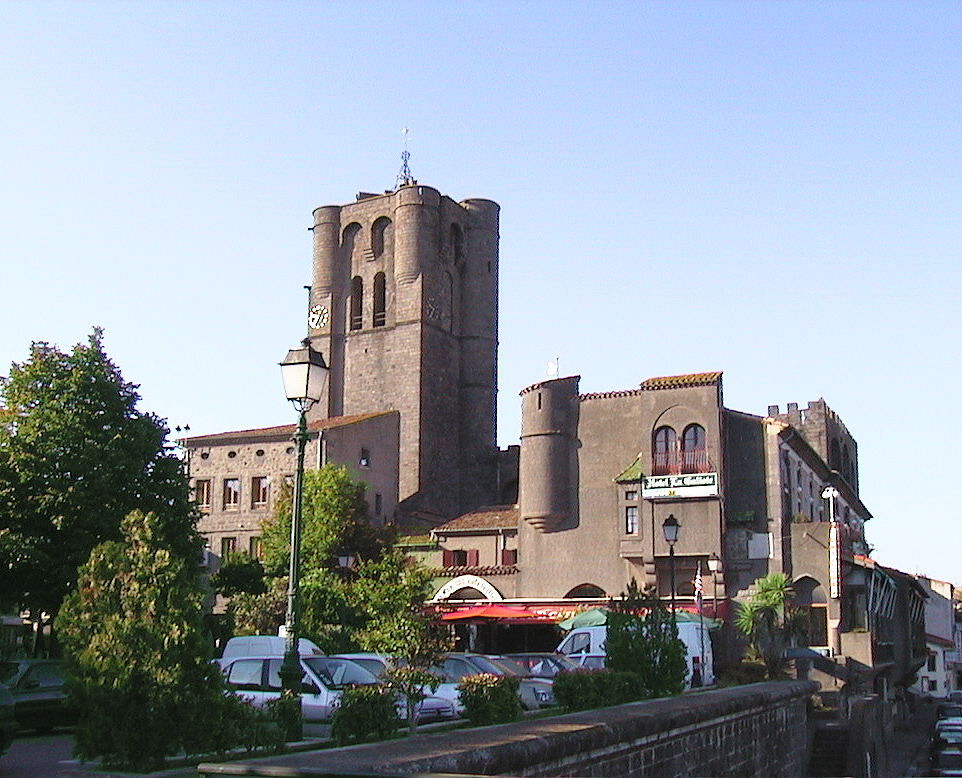
圣艾蒂安大教堂（法语：Cathédrale Saint-Étienne d'Agde）
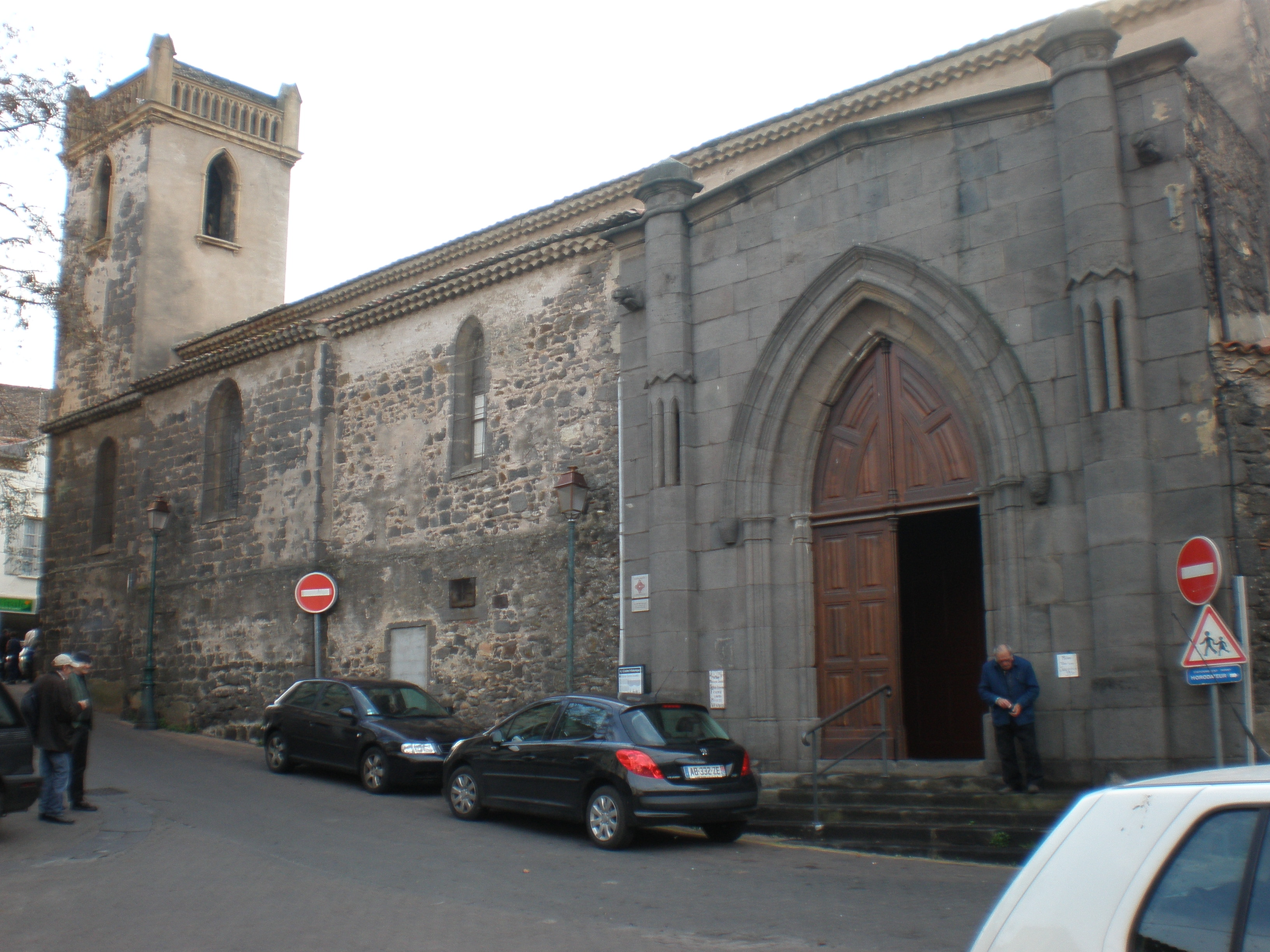
圣安德烈教堂（法语：Église Saint-André d'Agde）
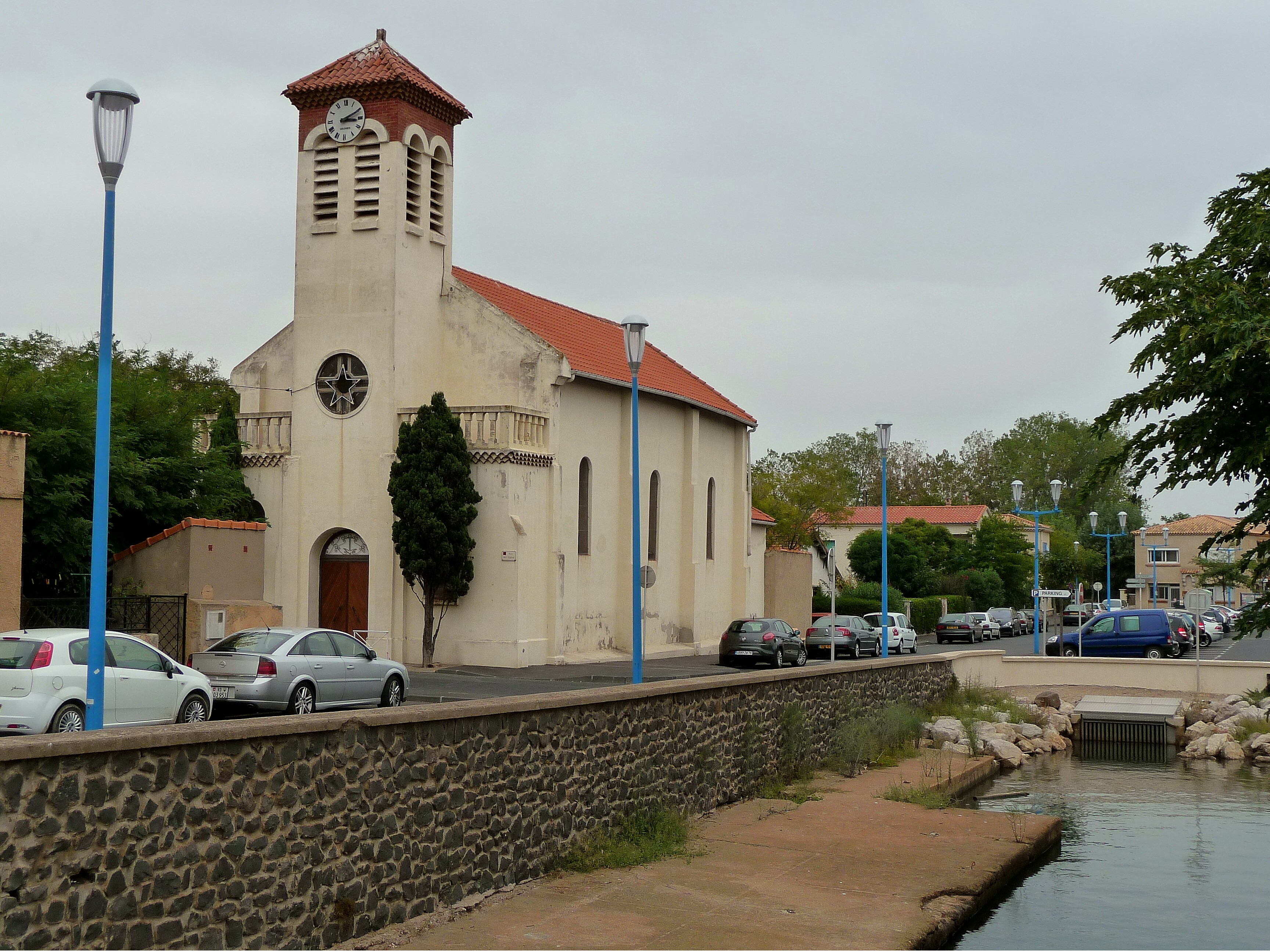
勒格罗圣母教堂
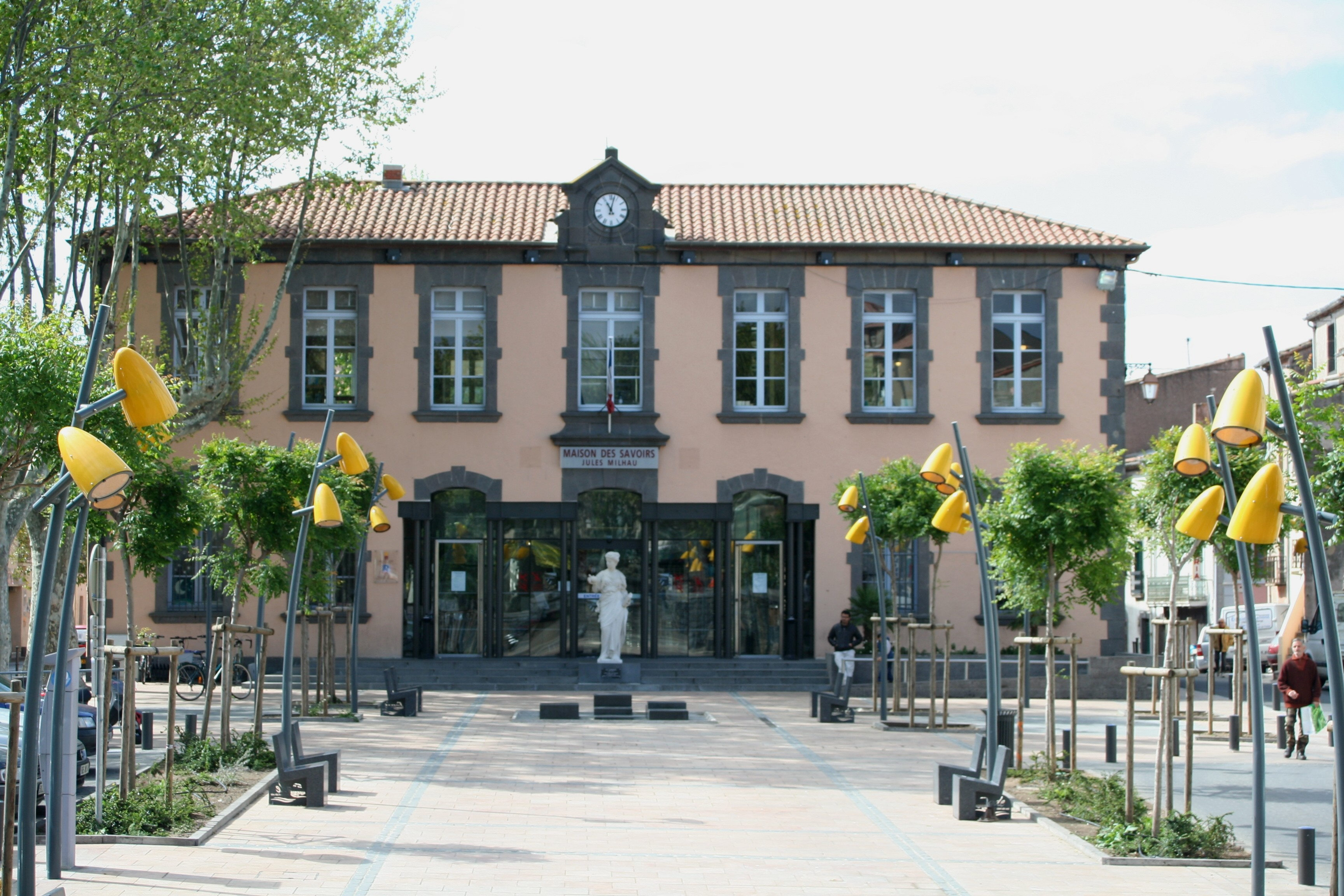
文化中心
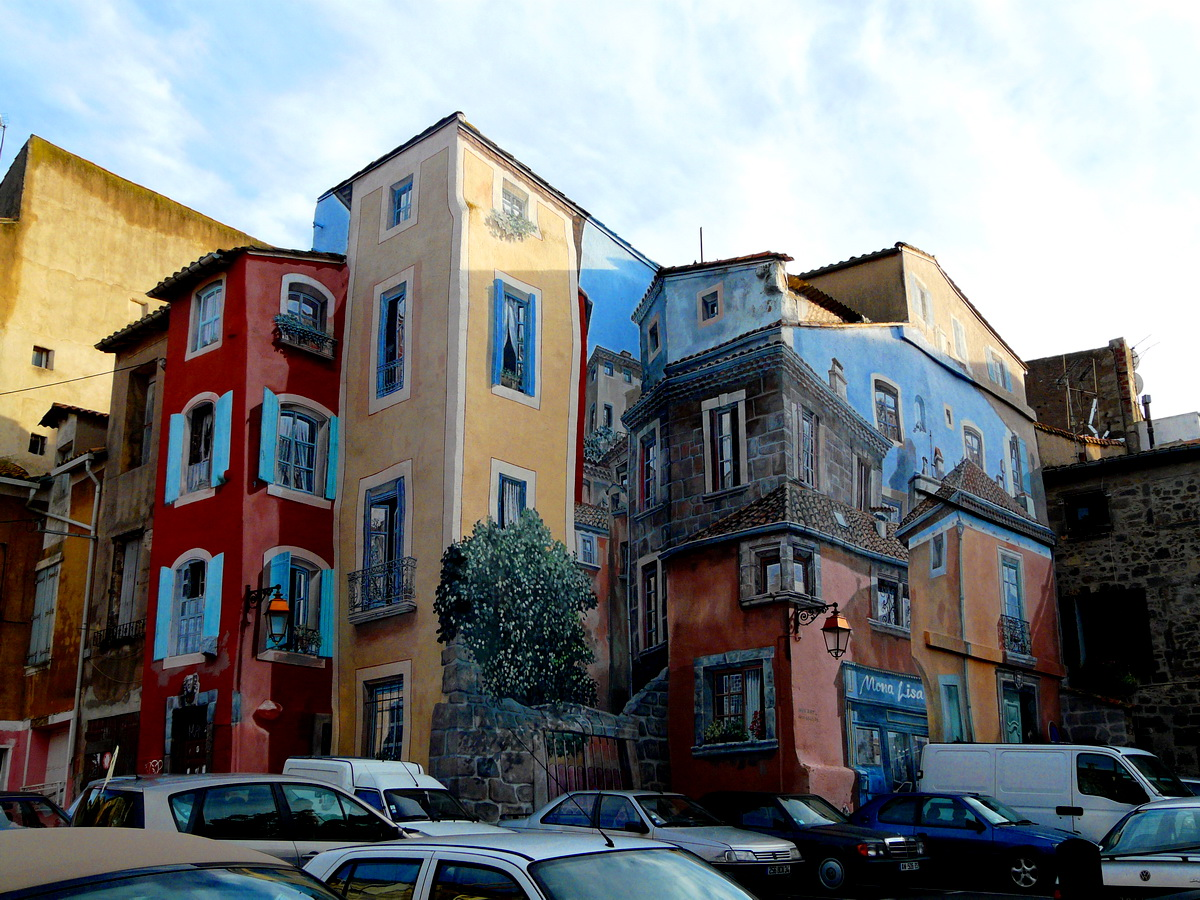
老城传统居民建筑
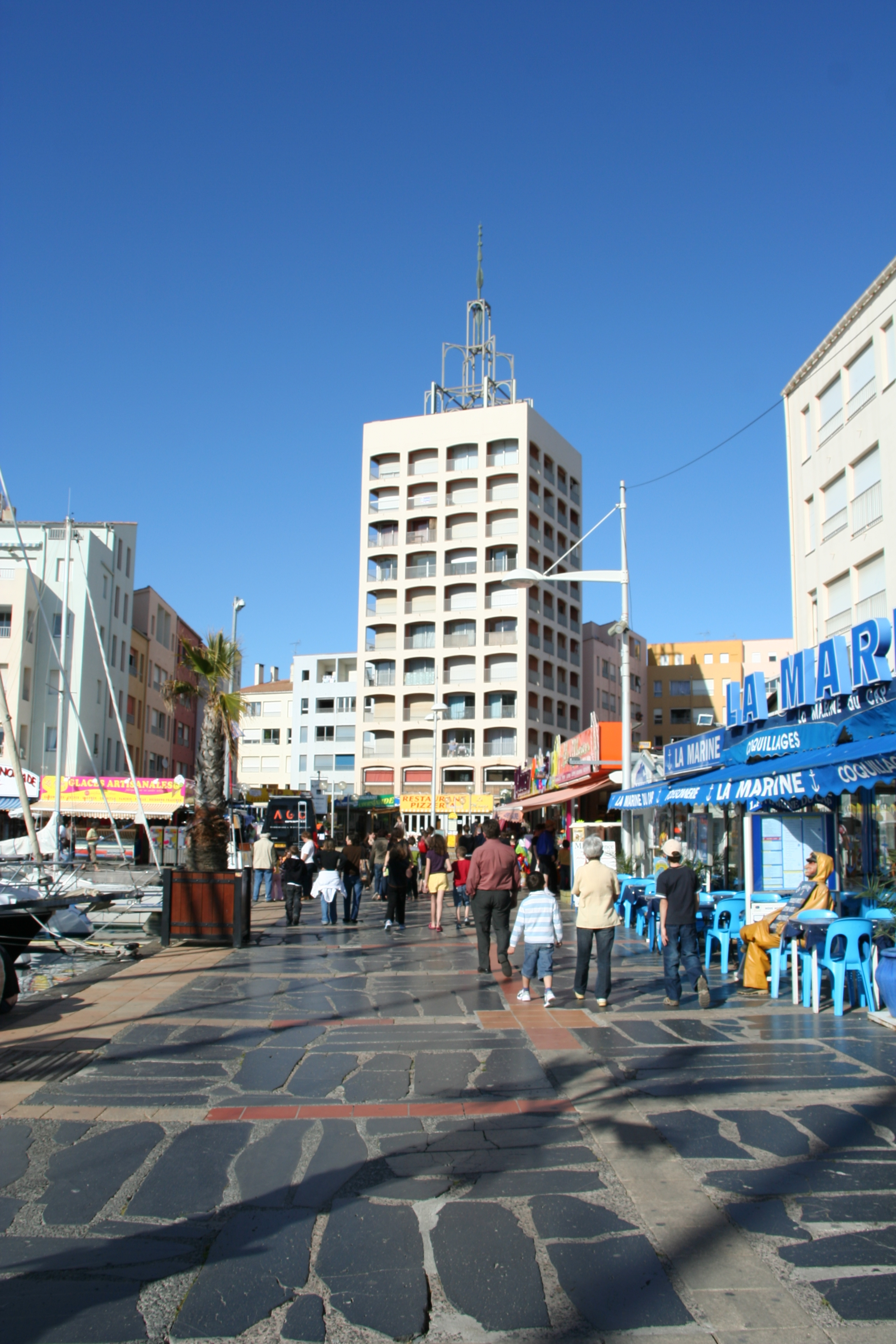
阿格德塔
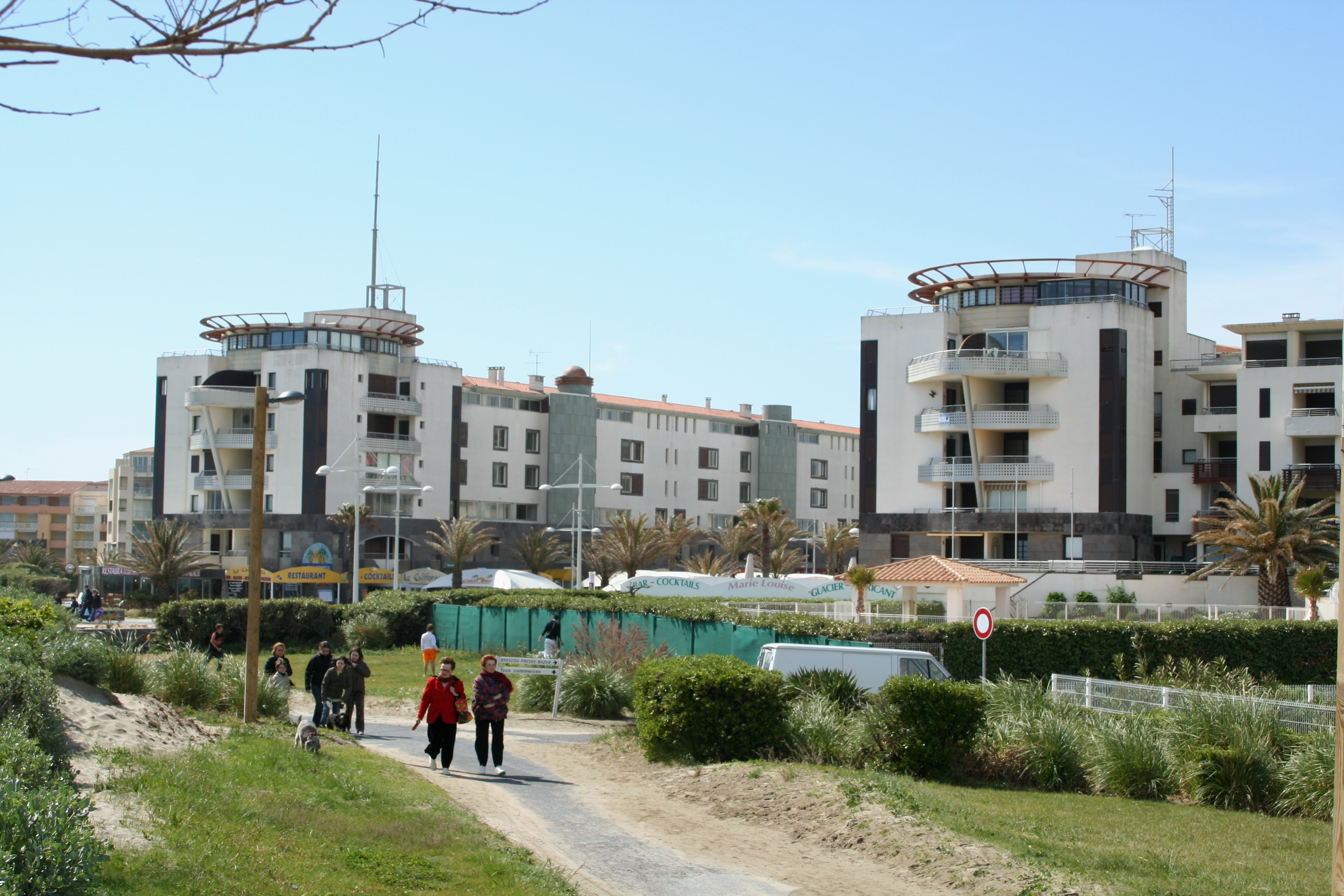
滨海公寓

### 旅游
阿格德是法国地中海海滨重要的旅游城市，因阿格德角而闻名，当地每年接待游客数量超过20万人次，是阿格德常住人口数量的八倍。阿格德的旅游事务由其所属的公共社区负责。2020年，阿格德境内共有30家酒店共计732间房间；另有26个露营地，可容纳共8,620辆露营车。

### 媒体
法国主要的媒体均可在阿格德接收，法国电视三台下属的奥克西塔尼大区频道在部分时段播出阿格德所属区域的地方新闻。

## 相关人物
法国医学家夏尔·德龙出生于阿格德。

## 友好城市
截至2021年5月，阿格德暂未建立任何友好城市关系。